# لئاندرو آنتونیو مارتینز
لئاندرو آنتونیو مارتینز (انگلیسی: Leandro Antonio Martínez؛ زادهٔ ۱۵ اکتبر ۱۹۸۹) بازیکن فوتبال اهل ایتالیا است.
از باشگاه‌هایی که در آن بازی کرده‌است می‌توان به باشگاه فوتبال ترنانا، باشگاه فوتبال پارما، باشگاه فوتبال کرمونزه، باشگاه فوتبال دیوری ای‌تی‌او، و باشگاه فوتبال بوداپست هونود اشاره کرد.
وی همچنین در تیم ملی فوتبال زیر ۲۰ سال ایتالیا بازی کرده‌است.